# Aplomyodoria arida
Aplomyodoria arida là một loài ruồi trong họ Tachinidae.